# 薛尔思桥
薛尔思桥（英語：Benjamin Sheares Bridge），長1.8（1.1英里），高29（95英尺），是新加坡最長的橋樑，以新加坡第二任總統本杰明·亨利·薛尔思命名。大橋於1981年9月26日開通，造價為1.1億新元，是东海岸公园大道的一部分。本杰明·亨利·薛尔思於大橋開通前4個月去世。